# You Give Me Something
You Give Me Something —en español: Me das algo— es el primer sencillo del álbum debut Undiscovered, del músico británico James Morrison que fue publicado el 16 de julio de 2006. El álbum fue lanzado el 31 de julio de 2006. El sencillo fue nominado a un BRIT Award en la categoría Best British Single Shortlist. Se trata de un sencillo de la semana que tuvo 7 días de descarga gratuita en iTunes. Esta canción fue #100 en MTV Asia en la lista Top 100 Hits de 2007. A partir de diciembre de 2007, You Give Me Something también se utiliza en la red de comerciales de FX, en la promoción de su nuevo lema. You Give Me Something tuvo un gran éxito en toda Europa, Australia y Japón.

## Pistas
1. "You Give Me Something"
2. "Is Anybody Home"
3. "Burns Like Summer Sun"

Cuando James Morrison se encontraba en Nueva Zelanda, y apareció en el New Zealand Idol show, los dos finalistas le preguntaron a Morrison el sentido de la canción, y Morrison dijo que estaba destinada a ser una "canción de amor duro". La letra significa que el protagonista de la canción no ama a la persona tanto como ella lo ama, pero está dispuesto a darle una oportunidad a la relación.

## Vídeo Musical
El video musical se lleva a cabo en un estudio donde Morrison está sentado en una silla, rodeado de micrófonos, mientras que canta y toca la guitarra. Su orquesta de respaldo juega detrás de las cortinas que muestran sólo sus sombras. Viéndolo a él está una mujer con un lollipop, un grupo de niñas saltando la cuerda, y un grupo de coristas. 
Una segunda versión del vídeo fue lanzada a principios de 2007. Morrison canta la canción para los peatones, en Chinatown, en la ciudad de Nueva York. Se filmó en la esquina de Lafayette Street y Canal Street. Un bus de la Universidad de Nueva York es brevemente visible en el fondo.

## Posiciones en listas musicales
"You Give Me Something" sigue siendo su sencillo más popular. El tema alcanzó el puesto #5 en las listas británicas, otorgándole así su primer hit entre los Top 10. También fue número uno en la RIANZ (Lista de sencillos en Nueva Zelanda)

### Posiciones
| Lista (2006)                    | Mejor posición |
| ------------------------------- | -------------- |
| RIANZ New Zealand Singles Chart | 1              |
| Netherlands Singles Chart       | 2              |
| Switzerland Singles Chart       | 4              |
| UK Singles Chart                | 5              |
| Australian Singles Chart        | 7              |
| Belgium Singles Chart           | 7              |
| Austria Singles Chart           | 8              |
| Spain Singles Chart             | 9              |
| Norway Singles Chart            | 10             |
| Italian FIMI Singles Chart      | 13             |
| Ireland Singles Chart           | 14             |
| Swedish Singles Chart           | 25             |
| Germany Singles Chart           | 31             |